# Julius Stahel

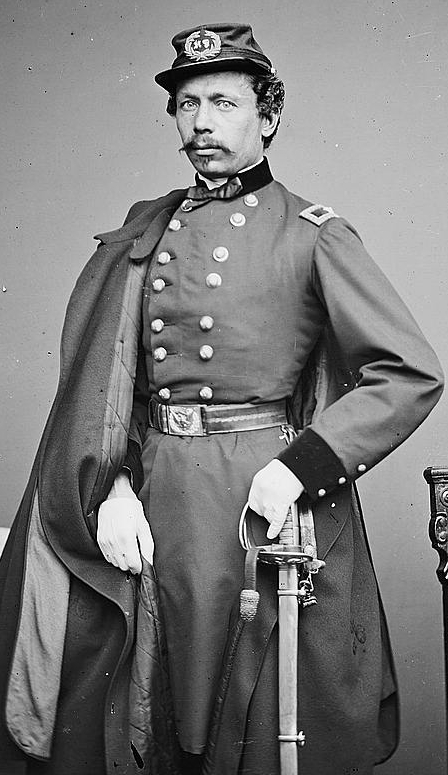
Julius Stahel

Julius H. Stahel (* 5. November 1825 in Szeged, Königreich Ungarn, Kaisertum Österreich, als Gyula Számwald (ungarisch Számvald Gyula); † 4. Dezember 1912 in New York City) war von 1861 bis 1865 ein US-amerikanischer Offizier des Unionsheers im Sezessionskrieg, zuletzt im Range eines Generalmajors. Für Tapferkeit in der Schlacht von Piedmont (1864) erhielt er 1893 die Medal of Honor. Nach dem Sezessionskrieg trat er in das Corps Consulaire der Vereinigten Staaten ein und bekleidete Funktionen als US-Konsul im Japanischen Kaiserreich (1866–1869 in Kanagawa, heute Yokohama, und 1877–1884 in Hyōgo, heute Kōbe) sowie als US-Generalkonsul im Kaiserreich China (1884/1885 in Shanghai).

## Leben
Stahel, Kind einer Familie deutscher Herkunft, besuchte Schulen in Szeged und Budapest. 1846 wurde er Angestellter von Gusztáv Emich (1814–1869), einem bekannten Buchhändler und Verleger Budapests. Bei dieser Arbeit freundete er sich mit dem Dichter Sándor Petőfi an. Petőfi widmete ihm das Gedicht Egy Könyvárus Emlékkönyvébe (Im Erinnerungsbuch eines Buchhändlers). 1848 schloss er sich der von Lajos Kossuth angeführten Ungarischen Revolution an und focht bei den Honvéden unter Artúr Görgei und Richard Guyon, dem er im Rang eines Leutnants als Stabsadjutant diente, gegen die Kaiserlich-Königliche Armee, wobei er am 5. Februar 1849 in der Schlacht am Braniskopass schwer verwundet wurde. Die ungarische Revolutionsregierung verlieh ihm eine Verdienstmedaille. Als Österreich die Aufstände im Sommer 1849 mit russischer Hilfe erfolgreich niedergeschlagen hatte, floh er nach Preußen, wo er in Leipzig als Journalist zu arbeiten begann. Bald kehrte er mit Emichs Unterstützung nach Ungarn zurück und agierte als Partner in dessen Verlag. 1855 ging er nach England und nahm den Namen Stahel an. 1856 emigrierte er in die Vereinigten Staaten. In New York arbeitete er für die Belletristische Zeitung und die New York Illustrated News und gab die Deutschen Illustrirten Familien-Blätter heraus.

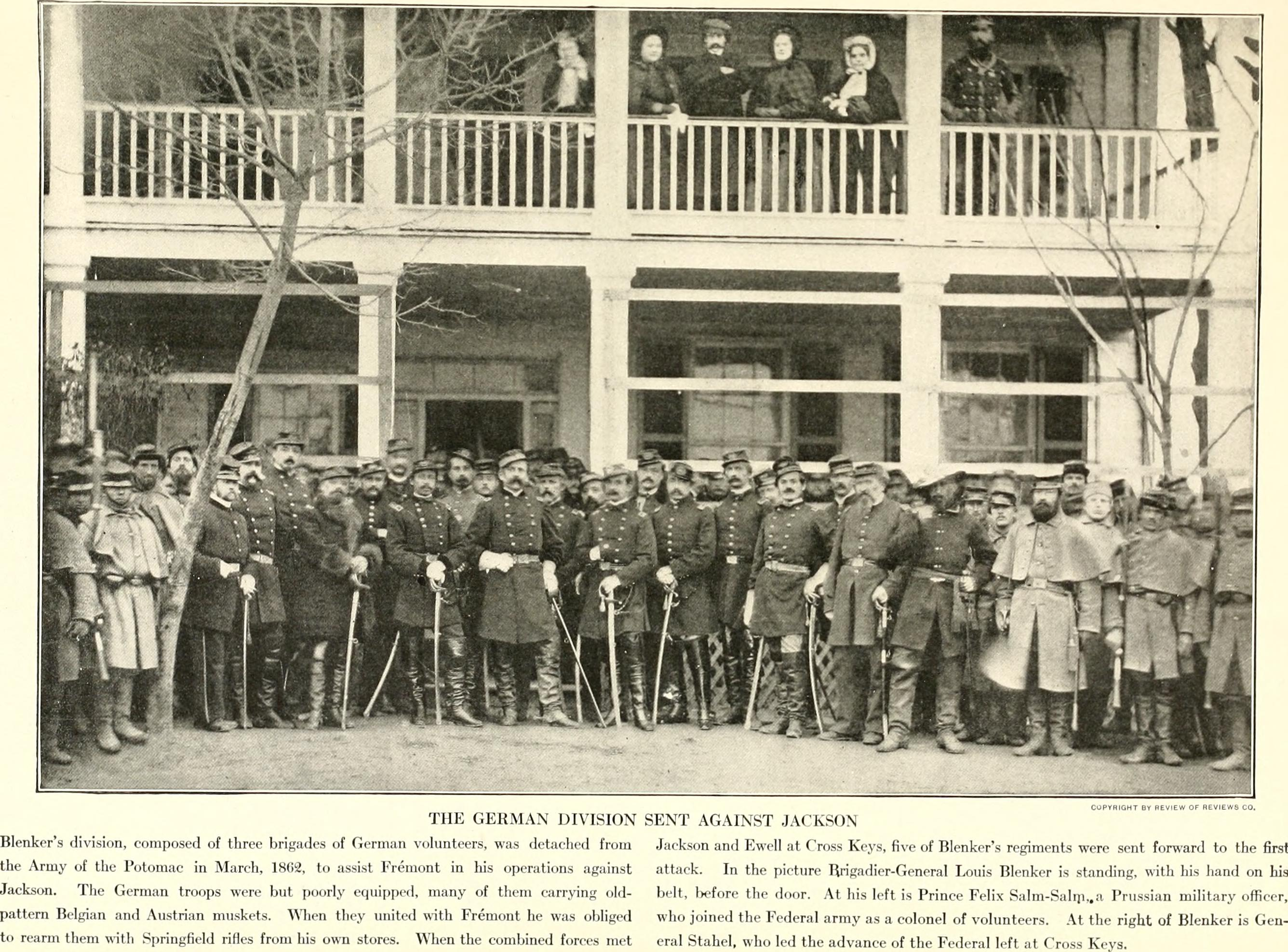
Ludwig Blenker (Hand am Gurt), flankiert von Felix zu Salm-Salm (Hand im Mantel) und Julius Stahel im Kreise von Soldaten der „German Division“ der Unionsarmee

Als der Sezessionskrieg ausbrach, trat er am 23. April 1861 als Lieutenant Colonel dem hauptsächlich aus deutschen Einwanderern bestehenden 8. New Yorker Freiwilligen-Infanterieregiment bei, einer maßgeblich von August Belmont finanzierten, von Ludwig Blenker kommandierten Einheit der Army of Northeastern Virginia, die gemeinhin auch 1st German Rifles genannt wurde. Als solcher nahm Stahel in Reservetruppen der 5. Division, die bei Centreville aufgestellt waren, an der Ersten Schlacht am Bull Run teil, wobei er in Abwesenheit Blenkers das Regimentskommando führte. Am 11. August 1861 erfolgte seine Beförderung zum Colonel, nachdem im Zuge der Aufstellung der Army of the Potomac sein bisheriger Vorgesetzter Blenker zum Brigadegeneral befördert und versetzt worden war. Einige Monate später, am 12. November 1861, wurde auch Stahel in diesen Rang erhoben. Im Frühjahr 1862 kam er unter John C. Frémont in der Schlacht bei Cross Keys zum ersten richtigen Kampfeinsatz für die Union. Im weiteren Verlauf des Jahres befehligte er vorübergehend eine Division in der Zweiten Schlacht von Bull Run, als deren Kommandeur Robert C. Schenck verwundet worden war. Am 14. März 1863 auf Betreiben von Kate Chase Sprague (1840–1899), der Ehefrau von William Sprague und Tochter von Salmon P. Chase, sowie von Carl Schurz zum Generalmajor befördert, übernahm er gemäß persönlicher Anweisung des US-Präsidenten Abraham Lincoln das Kommando über die Kavallerie der Union in Fairfax. In dieser Funktion hatte er Washington, D.C. zu beschützen, insbesondere gegen Überfälle, die John S. Mosby hinter den Linien ausführte. Dadurch bekam er Gelegenheit, mit Lincoln noch näher bekannt zu werden und in dessen Gunst aufzusteigen. Als dieser am 19. November 1863 seine berühmte Gettysburg Address hielt, hatte Stahel die Aufgabe, die Ehrengarde zu kommandieren. Im März 1864 wurde er als Kavallerie- und Stabschef von General Franz Sigel in das Departement West Virginia versetzt. Wenig erfolgreich verlief sein Einsatz in der Schlacht bei New Market. In der Schlacht von Piemont am 5. Juni 1864 spielte Stahel eine herausragende Rolle. Nachdem er bereits zwei Angriffe der Konföderierten abgewehrt hatte, führte er persönlich seine Soldaten zum entscheidenden Angriff, der die Gegner in die Flucht schlug. Dabei erhielt er eine Schusswunde in der Schulter, von der er sich wieder erholen konnte. Nach einer Tätigkeit als Vorsitzender eines Kriegsgerichts in Baltimore schied er am 8. Februar 1865 aus dem Militärdienst aus.

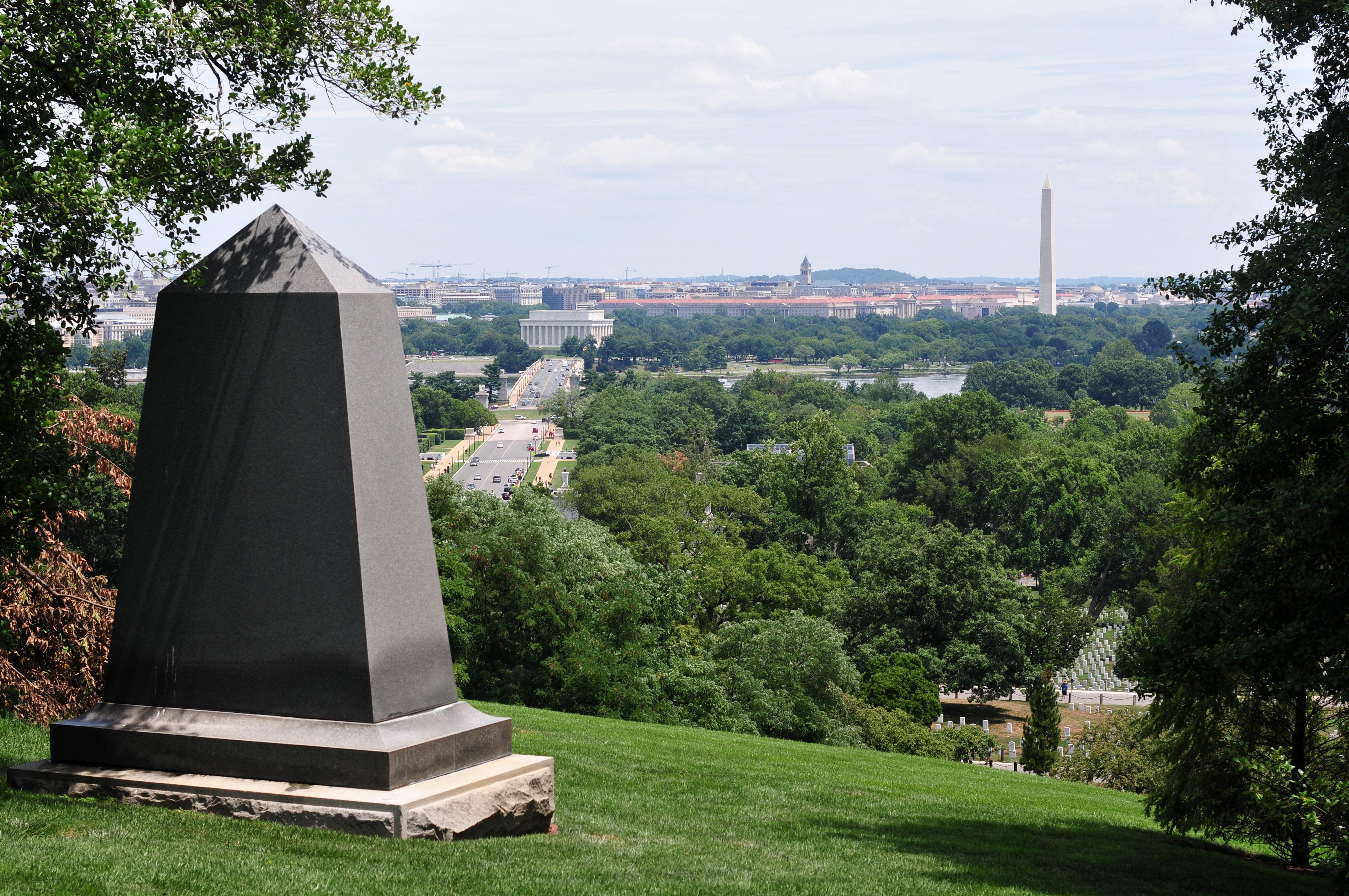
Grabmal Stahels auf dem Nationalfriedhof Arlington

Nach dem Krieg wurde Stahel US-Diplomat und diente von 1866 bis 1869 als Konsul für Kanagawa in Kanagawa (heute Yokohama). Dort setzte er sich auf der Grundlage des Harris-Vertrags erfolgreich für US-amerikanische Handelsinteressen ein, insbesondere für die Öffnung der Häfen von Osaka und Hyōgo. Zurückgekehrt in die Vereinigten Staaten beaufsichtigte er eine Weile einen Kanalbau in Maryland, ehe er von 1877 bis 1884 die Vereinigten Staaten als Konsul für Osaka und Hyōgo in Hyōgo (heute Kōbe) vertrat. Anschließend wurde er Generalkonsul seines Landes in Shanghai. Danach wirkte er für eine Versicherung in New York City. 1896 besuchte er die Budapester Millenniumsausstellung. Unbekannt ist, wie sich in den Vereinigten Staaten die Legende verbreitete, er sei ein Graf mit dem Titel „Count Sebastiani“ oder „Count Serbiani“, für den ihn George B. McClellan hielt.
Stahel starb im Alter von 87 Jahren an Angina pectoris im Hotel St. James in Manhattan, seinem letzten Wohnsitz, und wurde auf dem Nationalfriedhof Arlington bestattet.